# Utajärvi
Utajärvi är en kommun i landskapet Norra Österbotten i Finland. Utajärvi har 2 568 invånare och har en yta på 1 736,7 km².
Utajärvi är en enspråkigt finsk kommun.
Gottfrid Strömberg kom från Kuurimo bruk.

## Geografi
En by i kommunen är Ahmas (hade tidigare trafikplats på järnvägen Uleåborg-Kontiomäki). Andra byar är Alakylä, Järvikylä vid Naamanjoki och Järvikylä vid sjön Utajärvi.

### Tätorter
Vid tätortsavgränsningen den 31 december 2021 fanns endast en tätort inom Utajärvi kommuns område: Utajärvi kyrkoby med 1 272 invånare.

## Styre och politik

### Mandatfördelning i Utajärvi kommun, valen 1976–2021
| 5 | 2 | 3 | 10 | 1 |

| 4 | 2 | 3 | 11 | 1 |

| 3 | 2 | 4 | 11 | 1 |

| 3 | 2 | 4 | 11 | 1 |

| 3 | 3 | 4 | 10 | 1 |

| 2 | 3 | 3 | 12 | 1 |

| 2 | 3 | 3 | 13 |

| 2 | 2 | 4 | 13 |

| 14 | 7 |

| 2 | 2 | 4 | 13 |

| 13 | 8 |

| 2 | 2 | 4 | 13 |

| 14 | 7 |

| 2 | 2 | 3 | 10 |

| 11 | 6 |

| 1 | 2 | 5 | 11 |

| 9 | 10 |

### Vänorter
Utajärvi har följande vänorter:
- Moons kommun, Estland (sedan 1990)

## Befolkning

### Befolkningsutveckling
| Befolkningsutvecklingen i Utajärvi kommun 1975–2020                                                          | Befolkningsutvecklingen i Utajärvi kommun 1975–2020 | Befolkningsutvecklingen i Utajärvi kommun 1975–2020 | Befolkningsutvecklingen i Utajärvi kommun 1975–2020 | Befolkningsutvecklingen i Utajärvi kommun 1975–2020 |
| --- | --------------------------------------------------- | --------------------------------------------------- | --------------------------------------------------- | --------------------------------------------------- |
| |                                                     |                                                     |                                                     |                                                     |
| År |                                                     |                                                     | Folkmängd                                           |                                                     |
| 1975 | 1975                                                |                                                     | 4 006                                               |                                                     |
| 1980 | 1980                                                |                                                     | 3 786                                               |                                                     |
| 1985 | 1985                                                |                                                     | 3 800                                               |                                                     |
| 1990 | 1990                                                |                                                     | 3 601                                               |                                                     |
| 1995 | 1995                                                |                                                     | 3 592                                               |                                                     |
| 2000 | 2000                                                |                                                     | 3 334                                               |                                                     |
| 2005 | 2005                                                |                                                     | 3 223                                               |                                                     |
| 2010 | 2010                                                |                                                     | 2 998                                               |                                                     |
| 2015 | 2015                                                |                                                     | 2 861                                               |                                                     |
| 2020 | 2020                                                |                                                     | 2 619                                               |                                                     |
| Anm: Uppgifterna avser förhållandena den 31 december nämnda år enligt områdesindelningen den 1 januari 2022. |                                                     |                                                     |                                                     |                                                     |

### Språk
Befolkningen efter språk (modersmål) den 31 december 2021. Finska, svenska och samiska räknas som inhemska språk då de har officiell status i landet. Resten av språken räknas som främmande. För språk med färre än 10 talare är siffran dold av Statistikcentralen på grund av sekretesskäl.
| Språk                        | Talare 2021-12-31 | Talare 2021-12-31 |
| Språk                        | Antal             | Andel (%)         |
| ---------------------------- | ----------------- | ----------------- |
| Hela befolkningen            | 2 568             | 100,0             |
| Inhemska språk totalt        | 2 511             | 97,8              |
| Finska                       | 2 511             | 97,8              |
| Svenska                      | 0                 | 0,0               |
| Främmande språk totalt       | 57                | 2,2               |
| Tigrinska                    | 17                | 0,7               |
| Språk med färre än 10 talare | 40                | 1,6               |

|  | Finska (97,8 %) |

|  | Svenska (0,0 %) |

|  | Främmande språk (2,2 %) |

|  | Finska (97,8 %) |

|  | Svenska (0,0 %) |

|  | Främmande språk (2,2 %) |